# Chase Rice

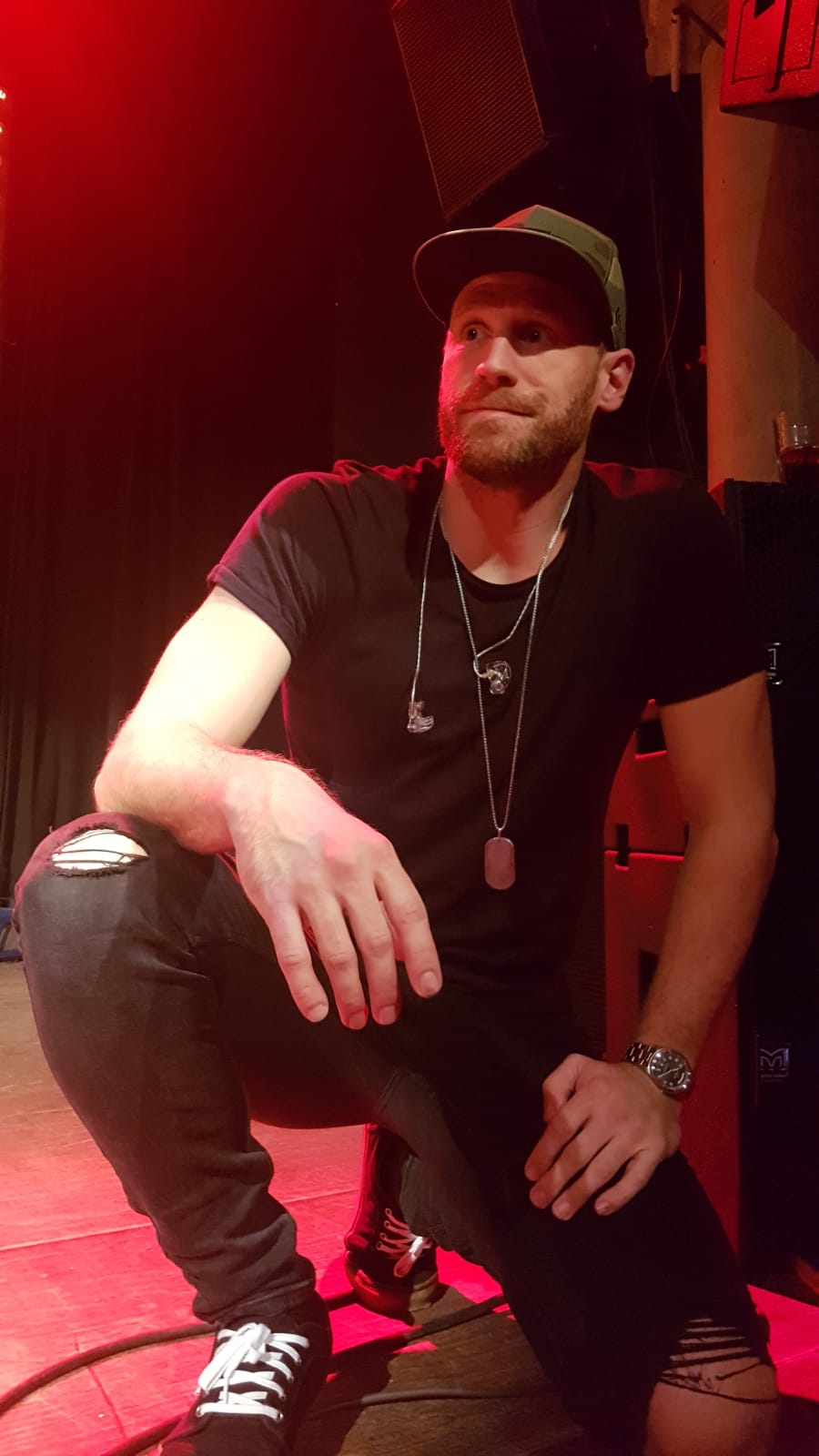
Chase Rice (2020)

Chase Rice (* 19. September 1985 in Asheville, North Carolina) ist ein US-amerikanischer Country-Sänger.

## Karriere
Chase Rice gehört zu denjenigen, die sich intensiv der Musik zuwandten, als ihre Sportkarriere an der Schule durch eine Verletzung ins Stocken kam. Er gehörte zum Football-Team der University of North Carolina, entschied sich dann aber für die Countrymusik. Nach dem College arbeitete er als Hilfskraft im Motorsport und spielte abends und an den freien Wochenenden Country in Charlotte und Nashville. In die große Öffentlichkeit trat er erstmals 2010 bei seiner Teilnahme an der TV-Realityshow Survivor: Nicaragua, in der er Platz 2 belegte.
Im selben Jahr begann er auch damit, eigene Musik zu veröffentlichen, zunächst ohne große Resonanz. Mit dem Album Dirt Road Communion hatte er 2012 einen Achtungserfolg und kam erstmals in die US-Countrycharts. Den Durchbruch brachte ihm der Song Cruise von Florida Georgia Line, an dem er mitgeschrieben hatte. Das Lied war nicht nur der erste große Erfolg der Band, es erreichte sogar eine seltene Diamant-Auszeichnung. Rice wurde vom Major-Label Columbia unter Vertrag genommen und ein weiteres Album produziert.
Zunächst erschien 2013 eine EP mit dem Titel Ready, Set, Roll, die bereits recht erfolgreich war und Platz 4 der Countrycharts erreichte. Das Titelstück kam auf Platz 5 der Countrysingles, verkaufte sich über eine Million Mal und erhielt eine Platin-Auszeichnung. Im Sommer 2014 erschien die Vorabsingle Gonna Wanna Tonight, die ein Radiohit wurde, bevor dann das Album Ignite the Night Platz eins der Countrycharts erreichte. In den Billboard 200 belegte es Platz 3.
In der Corona-Epidemie stand Rice unter Kritik, weil er während der Quarantäne ein Konzert in Petros, Tennessee spielte. Im Juni 2020 kamen knapp 1000 Zuschauer zu seinem Konzert. Der Veranstaltungsort bietet Platz für 10.000 Personen, wurde aber auf 4.000 reduziert.

## Diskografie

### Alben
| Jahr | Titel                                | Höchstplatzierung, Gesamtwochen, AuszeichnungChartplatzierungen (Jahr, Titel, Platzierungen, Wochen, Auszeichnungen, Anmerkungen) | Höchstplatzierung, Gesamtwochen, AuszeichnungChartplatzierungen (Jahr, Titel, Platzierungen, Wochen, Auszeichnungen, Anmerkungen) | Anmerkungen                             |
| Jahr | Titel                                | US | Country | Anmerkungen                             |
| ---- | ------------------------------------ | --- | --- | --------------------------------------- |
| 2012 | Dirt Road Communion                  | — | Country48 (7 Wo.)Country | Erstveröffentlichung: 20. März 2012     |
| 2014 | Ignite the Night                     | US3 Platin · (61 Wo.)US | Country1 (74 Wo.)Country | Erstveröffentlichung: 19. August 2014   |
| 2017 | Lambs & Lions                        | US42 (1 Wo.)US | Country6 (15 Wo.)Country | Erstveröffentlichung: 17. November 2017 |
| 2021 | The Album                            | — | Country34 (6 Wo.)Country | Erstveröffentlichung: 28. Mai 2021      |
| 2023 | I Hate Cowboys & All Dogs Go to Hell | — | Country36 (1 Wo.)Country | Erstveröffentlichung: 10. Februar 2023  |

Weitere Alben
- 2011: Country As Me

### EPs
| Jahr | Titel            | Höchstplatzierung, Gesamtwochen, AuszeichnungChartplatzierungen (Jahr, Titel, Platzierungen, Wochen, Auszeichnungen, Anmerkungen) | Höchstplatzierung, Gesamtwochen, AuszeichnungChartplatzierungen (Jahr, Titel, Platzierungen, Wochen, Auszeichnungen, Anmerkungen) | Anmerkungen                            |
| Jahr | Titel            | US | Country | Anmerkungen                            |
| ---- | ---------------- | --- | --- | -------------------------------------- |
| 2013 | Ready, Set, Roll | US16 (4 Wo.)US | Country4 (40 Wo.)Country | Erstveröffentlichung: 15. Oktober 2013 |
| 2020 | The Album, Pt. I | US60 (1 Wo.)US | Country6 (3 Wo.)Country | Erstveröffentlichung: 24. Januar 2020  |

Weitere EPs
- 2011: Country as Me
- 2011: Bring On Summer
- 2020: The Album, Pt. II

### Singles
| Jahr | Titel Album                                 | Höchstplatzierung, Gesamtwochen, AuszeichnungChartplatzierungen (Jahr, Titel, Album, Platzierungen, Wochen, Auszeichnungen, Anmerkungen) | Höchstplatzierung, Gesamtwochen, AuszeichnungChartplatzierungen (Jahr, Titel, Album, Platzierungen, Wochen, Auszeichnungen, Anmerkungen) | Anmerkungen                                                        |
| Jahr | Titel Album                                 | US | Country | Anmerkungen                                                        |
| --- | ------------------------------------------- | --- | --- | ------------------------------------------------------------------ |
| 2013 | Ready, Set, Roll Ignite the Night           | US54 ×2Doppelplatin · (21 Wo.)US | Country5 (46 Wo.)Country |                                                                    |
| 2014 | Gonna Wanna Tonight Ignite the Night        | US67 Platin · (12 Wo.)US | Country10 (41 Wo.)Country |                                                                    |
| 2016 | Whisper –                                   | US94 (1 Wo.)US | Country17 (12 Wo.)Country | Erstveröffentlichung: 5. Februar 2016                              |
| 2016 | Everybody We Know Does –                    | — | Country26 (9 Wo.)Country | Erstveröffentlichung: 24. Juni 2016                                |
| 2017 | Three Chords & the Truth Lambs & Lions      | — | Country34 (28 Wo.)Country | Erstveröffentlichung: 14. August 2017                              |
| 2018 | Eyes on You Lambs & Lions                   | US38 ×3Dreifachplatin · (20 Wo.)US | Country3 (41 Wo.)Country | Erstveröffentlichung: 13. August 2018                              |
| 2019 | Lonely If You Are The Album                 | US92 Platin · (6 Wo.)US | Country19 (40 Wo.)Country | Erstveröffentlichung: 7. Juni 2019                                 |
| 2020 | Drinkin’ Beer. Talkin’ God. Amen. The Album | US24 Platin · (20 Wo.)US | Country3 (26 Wo.)Country | Erstveröffentlichung: 30. November 2020 feat. Florida Georgia Line |
| Folgende Lieder erschienen nicht als Single, wurden aber durch das Album zum Download und Streaming bereitgestellt und konnten somit eine Platzierung erlangen: |                                             | | |                                                                    |
| |                                             | | |                                                                    |
| 2014 | We Goin’ Out Lambs & Lions                  | — | Country36 (3 Wo.)Country |                                                                    |
| 2014 | Ride Lambs & Lions                          | US— PlatinUS | Country38 (20 Wo.)Country |                                                                    |
| 2014 | Do It Like This Lambs & Lions               | — | Country40 (1 Wo.)Country |                                                                    |

Weitere Singles
- 2017: If I’m Bein’ Honest

### Gastbeiträge
| Jahr | Titel Album                        | Höchstplatzierung, Gesamtwochen, AuszeichnungChartplatzierungen (Jahr, Titel, Album, Platzierungen, Wochen, Auszeichnungen, Anmerkungen) | Höchstplatzierung, Gesamtwochen, AuszeichnungChartplatzierungen (Jahr, Titel, Album, Platzierungen, Wochen, Auszeichnungen, Anmerkungen) | Anmerkungen                                                    |
| Jahr | Titel Album                        | US | Country | Anmerkungen                                                    |
| ---- | ---------------------------------- | --- | --- | -------------------------------------------------------------- |
| 2014 | The High Life Thanks for Listening | — | Country38 (7 Wo.)Country | Erstveröffentlichung: 18. März 2014 Colt Ford feat. Chase Rice |

## Auszeichnungen für Musikverkäufe
| Goldene Schallplatte - Kanada - 2019: für die Single Eyes on You - 2020: für die Single Lonely If You Are |

Anmerkung: Auszeichnungen in Ländern aus den Charttabellen bzw. Chartboxen sind in ebendiesen zu finden.
| Land/RegionAuszeichnungen für Musikverkäufe (Land/Region, Auszeichnungen, Verkäufe, Quellen) | Gold     | Platin       | Verkäufe   | Quellen         |
| -------------------------------------------------------------------------------------------- | -------- | ------------ | ---------- | --------------- |
| Kanada (MC)                                                                                  | 2× Gold2 | —            | 80.000     | musiccanada.com |
| Vereinigte Staaten (RIAA)                                                                    | —        | 10× Platin10 | 10.000.000 | riaa.com        |
| Insgesamt                                                                                    | 2× Gold2 | 10× Platin10 |            |                 |